# Факультет католического богословия Варшавского университета
Факультет католического богословия Варшавского университета — организационное подразделение Варшавского университета, существовавшее в 1816—1831, 1918—1939 и 1945—1954 годах.
В 1954 году постановлением Совета Министров Польши факультет был исключен из этого вуза. На его базе, а также на факультете теологии Ягеллонского университета была создана Академия католического богословия в Варшаве.

## История
Период Царства Польского
Факультет был основан вместе с Варшавским университетом в 1816 году . Он был утвержден буллой от 3 октября 1818 г. Папой Пием VII. В 1831 г. был закрыт Варшавский университет, а вместе с ним и теологический факультет.
Период Второй Польской Республики
Факультет был восстановлен 10 мая 1918 г. после возобновления деятельности университета в 1915 г. .
Его положение регулировалось постановлением Министерства по делам религий и народного образования от 1918 года . 4 апреля 1920 г. он был утвержден Папой Бенедиктом XV . В 1920/1921 учебном году он назывался: Факультет католического богословия.
Перед началом войны (1938/39 учебный год) на факультете работало 20 преподавателей на 14 кафедрах и 3 богословских отделениях: библейско-догматический, историко-правовой и теолого-философский.
Период нацистской оккупации
Во время немецкой оккупации на факультете велось тайное обучение.
Период народной Польши
После Второй мировой войны факультет возобновил свою деятельность осенью 1945 года . Факультет был ликвидирован на волне изменений, вызванных сталинизмом . Это произошло одновременно с ликвидацией факультета евангелической теологии университета, существовавшего с 1920 года . . Продолжателем традиций и достижений факультета католической теологии Варшавского университета является факультет теологии UKSW.

## Деканы (неполный список)
- в XIX — о. Войцех Швейковски
- 1918—1919 — о. Антони Шлаговски
- 1926—1927 — о. Зигмунт Козубски / Ян Ставарчик[5]
- 1930—1931 — о. Зигмунт Козубский
- 1932—1933 — о. Юзеф Бромски
- 1933—1934 — о. Винценти Квятковски
- 1953—1954 — о. Ян Сенс

Трижды деканом факультета был о. Игнаций Грабовский.